# Aercap
AerCap Holdings N.V., (NYSE: AER), är ett irländskt globalt leasingföretag av kommersiella flygplan till utländska flygbolagskunder.

## Flygplanstyper
Följande flygplansversioner finns till AerCap:s förfogande:
| Airbus S.A.S.: - Fraktflygplan - Nuvarande - A300 – 1 - Passagerarflygplan - Nuvarande - A319 – 30 - A320 – 122 - A320neo – 5 - A321 – 22 - A330-200 – 17 - A330-300 – 24 - Framtida - Airbus A350 – 9 | Bombardier Inc.: - Passagerarflygplan - Nuvarande - CRJ-705 – 1 - CRJ-900 – 4 | Embraer S.A.: - Passagerarflygplan - Nuvarande - Embraer 170-100 – 2 | The Boeing Company: - Fraktflygplan - Nuvarande - 747 – 2 - Passagerarflygplan - Nuvarande - 737 NG – 100 - 737 Classic – 12 - 757 – 2 - 767 – 5 - 777 – 2 - Framtida - 787–8 – 2 - 787–9 – 4 |

## Flygföretagskunder
Följande flygföretagskunder som leasar kommersiella flygplan av AerCap.
Uppdaterat: 2013-06-30:
| Afrika: - Egypten - Nil Air - Tunisien - Nouvelair Tunisie | Asien: - Filippinerna - Philippine Airlines - Förenade arabemiraten - Air Arabia - Indien - Air India - IndiGo - Indonesien - Citilink - Sriwijaya Air - Israel - El Al - Japan - Japan Airlines - Skymark Airlines - Jordanien - Royal Jordanian Airlines - Kazakstan - Air Astana - Kina - Air China Cargo - Spring Airlines - Malaysia - Malaysia Airlines - Pakistan - Airblue - Qatar - Qatar Airways - Saudiarabien - NAS Air - Singapore - Singapore Airlines - Sydkorea - Asiana Airlines - Taiwan - EVA Air - Thailand - Bangkok Airways - Thai Airways - Vietnam - Vietnam Airlines | Europa: - Belgien - Brussels Airlines - Bulgarien - Bulgaria Air - Danmark - Primera Air - Thomas Cook Airlines Scandinavia - Frankrike - Aigle Azur - Air France - Grekland - Aegean Airlines - Georgien - Fly Georgia - Italien - Alitalia - Mistral Air - Lettland - SmartLynx Airlines - Norge - Norwegian Air Shuttle - Polen - Bingo Airways - LOT Polish Airlines - Portugal - TAP Air Portugal - Ryssland - Aeroflot - Yamal Airlines - Slovenien - Adria Airways - Spanien - Vueling Airlines - Storbritannien - Easyjet - Virgin Atlantic Airways - Sverige - Scandinavian Airlines - Tjeckien - Travel Service Airlines - Turkiet - Atlasjet - Turkish Airlines - Tyskland - Germanwings - TUIfly - Ukraina - Ukraine International Airlines - Windrose Airlines - Ungern - Wizz Air | Nordamerika: - El Salvador - TACA Airlines - Kanada - Air Canada - WestJet - Mexiko - Interjet - Trinidad och Tobago - Caribbean Airlines - USA - American Airlines - West Jet | Oceanien: | Sydamerika: - Argentina - Aerolineas Argentinas - Brasilien - Gol Airlines - TAM Airlines - Chile - LAN Chile - Colombia - Avianca - Ecuador - TAME |